# Стрельникова, Лидия Николаевна
Ли́дия Никола́евна Стре́льникова (18 марта 1933 — 24 мая 2013) — советская волейболистка и волейбольный тренер, игрок сборной СССР (1955—1962). Двукратная чемпионка мира, чемпионка Европы, 7-кратная чемпионка СССР. Связующая. Мастер спорта СССР (1954). Заслуженный мастер спорта СССР (1956).

## Биография
Выступала за команды: 1948—1950 — «Каучук» (Москва), 1951—1966 — «Динамо» (Москва). чемпионка СССР (1951, 1953—1955, 1960, 1962), серебряный (1952, 1957, 1958, 1966) и бронзовый (1965) призёр чемпионатов СССР, победитель Кубка СССР (1951 и 1953), победитель Кубка европейских чемпионов (1961 и 1963). В составе сборной Москвы становилась чемпионкой (1956) и серебряным призёром (1959) первенств СССР и Спартакиад народов СССР.
В сборной СССР в официальных соревнованиях выступала в 1955—1962 годах. В её составе: двукратная чемпионка мира (1956 и 1960), серебряный призёр мирового первенства 1962, чемпионка Европы 1958, серебряный призёр чемпионата Европы 1955.
После окончания игровой карьеры работала тренером. В 1968—1974 — тренер команды «Динамо» (Москва), чемпиона СССР 1970—1973.